# براندان ورث
براندان ورث (بالإنجليزية: Brendan Worth)‏ هو لاعب دوري الرغبي أسترالي، ولد في 18 يوليو 1984 في داروين في أستراليا.